# 上海中学东校
30°54′24″N 121°55′10″E / 30.906586°N 121.919505°E

上海中学东校校徽

上海中学东校位于中華人民共和國上海市临港新城滴水湖畔，是上海市實驗示范性高中。上海中学东校区占地面积150亩，建筑面积66,000余平方米。